# Текутьевы
Теку́тьевы — дворянский род. 
Родоначальник Осип (Иосиф) Иванович Текутьев от царя Алексея Михайловича за службу и храбрость пожалован поместьем (1672). 
В XVII в. Текутьевы служили путными ключниками и стряпчими Кормового дворца.

## Известные представители
- Иосиф Иванович Текутьев — награждался поместьями в Суходольском стане Кашинского уезда, которые даны были ему в вотчину царём Алексеем Михайловичем за службу в Москве (1628—1672), путный ключник Кормового дворца. Дочь его сына Елизара, Прасковья, была замужем за братом историка Василия Татищева, Никифором.
- Текутьев Михаил Васильевич — стряпчий (1682—1692)[2].
- Григорий Петрович Текутьев — генерал-поручик (1760), помещик Кашинского и Костромского уездов.
  - Алексей Григорьевич Текутьев — георгиевский кавалер (1794), полковник.
  - Николай Григорьевич Текутьев — георгиевский кавалер (1803), генерал-майор, его дочь Варвара была замужем за сенатором и членом Госсовета князем Алексеем Долгоруковым.
  - Иван Григорьевич Текутьев — костромской землемер, заседатель Костромского верхнего земского суда, помещик Нерехтского уезда, его дочь Мария — жена генерал-майора Петра Лопухина.
  - Татьяна Григорьевна Соковнина — жена собирателя древностей и историка-любителя Сергея Соковнина.
- Тимофей Петрович Текутьев — смоленский губернатор (1778,1782), относится к бежецкой ветви рода.
- Текутьев — поручик Семёновского полка, погиб в битве при Аустерлице (20 ноября 1805)[1].